# Last Exit to Brooklyn (album)
Last Exit to Brooklyn è un album del 1989 di Mark Knopfler. È anche la colonna sonora del film Ultima fermata Brooklyn.
Sebbene tutta la musica sia composta da Mark Knopfler, soltanto la 5ª traccia è eseguita da lui. Le altre sono, in massima parte, eseguite da Guy Fletcher.

## Tracce
1. Last Exit to Brooklyn – 5:05
2. Victims – 3:33
3. Think Fast – 2:48
4. A Love Idea – 3:06
5. Tralala – 5:33
6. Riot – 6:23
7. The Reckoning – 7:14
8. As Low as It gets – 1:31
9. Finale - Last Exit to Brooklyn – 6:21